# Gonia albagenae
Gonia albagenae är en tvåvingeart som beskrevs av Morrison 1940. Gonia albagenae ingår i släktet Gonia och familjen parasitflugor. Inga underarter finns listade i Catalogue of Life.